# 矢島作郎
矢島 作郎（やじま さくろう、1839年3月5日（天保10年1月20日） - 1911年（明治44年）11月7日）は、日本の政治家、衆議院議員（1期）。

## 経歴
山口県出身。和学と漢学を修め、イギリスに留学し経済学を学ぶ。大蔵省に入り、紙幣助となる。東京貯蔵銀行、大阪三軒茶屋紡績会社、東京電燈(株)を設立、重役となり、周陽銀行取締役頭取を務めた。ほかに正則英語学校を創立した。
1889年の東京市会議員選挙に麻布区から立候補して当選した。1891年、衆議院山口4区の補欠選挙で当選した。衆議院議員を1期務め、1892年の第2回衆議院議員総選挙には出馬しなかった。1911年に死去した。

## 栄典
- 1892年（明治25年）4月28日 - 日本赤十字社特別社員章[4]